# Wilfrid Kilian

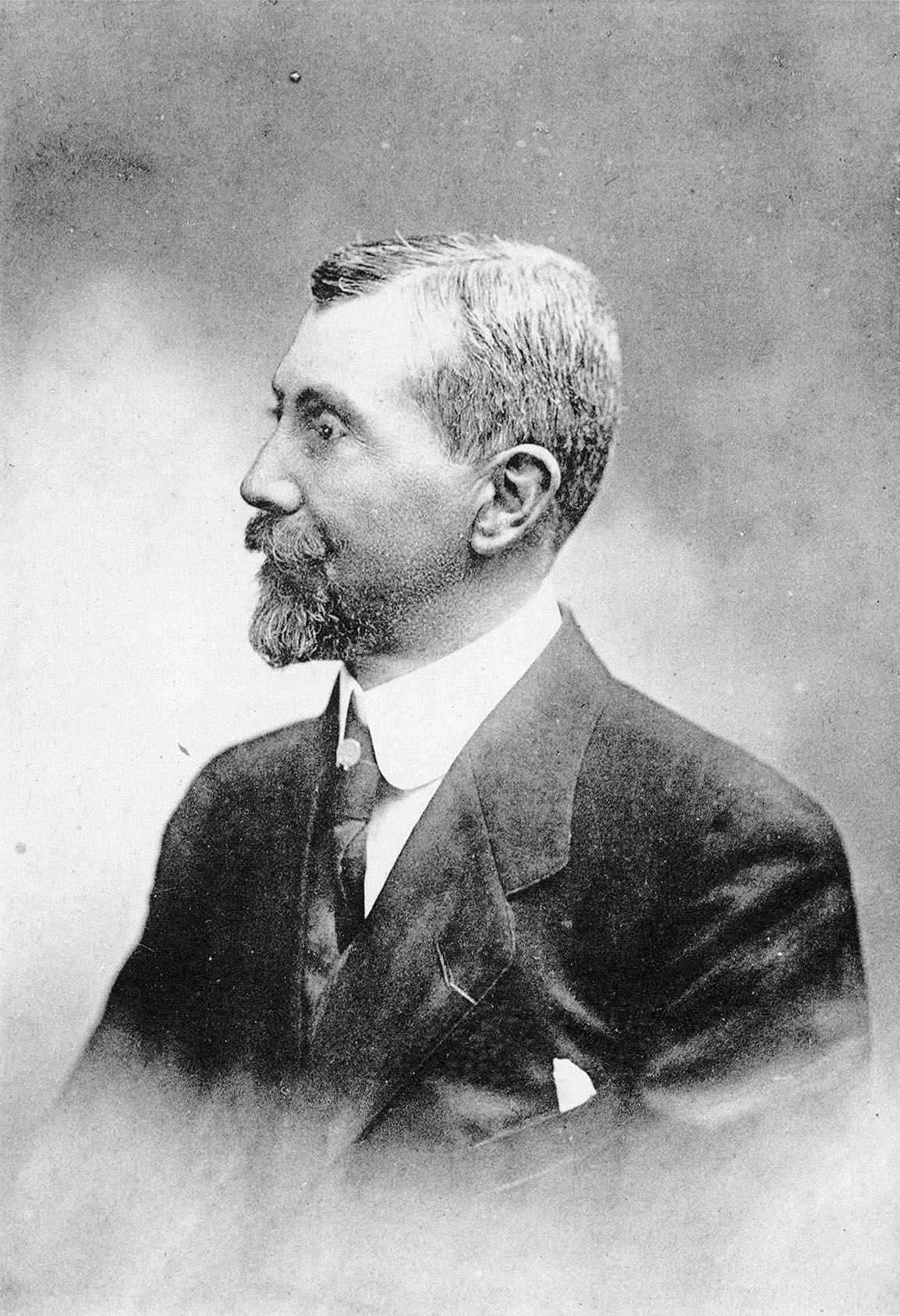
Kilian in 1926

Charles Constant Wilfrid Kilian (Schiltigheim, 15 juni 1862 - 30 september 1925) was een Franse geoloog, paleontoloog en professor aan de Universiteit van Grenoble.  Hij was gespecialiseerd in de Alpengeologie. 

## Erkentelijkheden
- Een straat in Grenoble draagt zijn naam
- Een aula aan de Universiteit van Grenoble draagt zijn naam.
- Een bord in de Bastille van Grenoble eert hem.
- Werd in 1919 lid van de Académie des sciences

- Bibsys: 4006979
- Bibliothèque nationale de France: cb12332120z (data)
- Gemeinsame Normdatei: 116171456
- International Standard Name Identifier: 0000 0001 2117 9941
- Base Léonore: 19800035/556/63448
- Nationale Bibliotheek van Tsjechië: xx0280760
- Nederlandse Thesaurus van Auteursnamen: 072587652
- Réseau des bibliothèques de Suisse occidentale: 02-A003453678
- Système universitaire de documentation: 03225525X
- Virtual International Authority File: 2543415
- WorldCat: E39PBJwMxD9DG6HXMx84R6w6Kd